# Creación colectiva
Creación colectiva es el nombre dado a la obra, montaje, puesta en escena o espectáculo que no firma un autor sino un grupo de creadores y como fruto de su trabajo en colaboración (en síntesis: «creación elaborada por un grupo o colectivo teatral»). Como teoría teatral se aplica de forma metodológica desde la década de 1960, como sistema de trabajo inherente al hecho mismo del proceso de creación dramática y para dinamitar la tiranía de autor, director y texto. Bertolt Brecht lo definió como "puesta en común del saber".
La creación colectiva adquirió justificación política con puestas en escena de grupo como el Living Theater (1947) o experiencias como el Teatro Campesino chicano (1965); desarrolló estatutos ejecutivos en los procesos de democratización del teatro alemán (1970); y se proyectó en teoría didáctica a partir del método de Enrique Buenaventura.

## Historia
A lo largo de la Historia del Teatro resulta fácil encontrar ejemplos de creación colectiva. Como precedente, parece quedar definida dentro del sistema de trabajo de las compañías de la «Commedia dell'Arte», junto con otros recursos de puesta en escena como la improvisación. En la segunda mitad del siglo XX, proliferaron los colectivos de creación en el teatro occidental, impulsado por diferentes planteamientos u objetivos (sociales, políticos o puramente profesionales, y en ocasiones sintetizados en un «mix»).
En el plano más práctico y profesional es interesante reseñar la propuestas del Estatuto democrático presentado el 10 de mayo de 1970 en el antiguo Berlín Oeste, dentro de la serie de coloquios sobre la "democratización del teatro" celebrados entre el 8 y el 24 de los citados mes y año. Ese día se abrió el coloquio con la presentación de un documento proponiendo “la participación, con derechos iguales, de cada miembro del personal en los proyectos y las decisiones de la dirección”, para lo cual se elegiría entre todos un consejo entre cuyas tareas se enunciaban:
1. La constitución del repertorio y las opciones artísticas generales de la compañía;
2. La contratación de nuevos miembros y la duración de su contrato, así como la contratación de colaboradores temporales;
3. La atribución y distribución de las puestas en escena y de los papeles;
4. Los periodos de ensayo;
5. ...y otros detalles de la economía del colectivo teatral, como transparencia de los salarios dentro del grupo y también para la opinión pública, control del sistema de abonos y/o captación de público.[5]

En España e Iberoamérica la creación colectiva fue eje en el fenómeno del teatro independiente, cuando a la igualdad de formación y participación se sumaba en muchos casos la prudente necesidad de "enmascarar los trabajos en un espíritu colectivo que difuminase la responsabilidad civil". Fuera por insistencia en el método o por reconocimiento de una nueva lectura de la dramaturgia y el hecho escénico, lo cierto es que el fenómeno de la creación colectiva ha adquirido grado de asignatura en la formación teatral en el siglo XXI.

## Buenaventura y los métodos
Entre los modernos métodos y dentro del ámbito de la lengua castellana, sobresalen las propuestas teóricas, y el reflejo que tuvieron en sus talleres, de dramaturgos como William Layton o Enrique Buenaventura. La obra del primero quedaría reflejada en la idiosincrasia teatral del teatro español de la Transición (a partir quizá de precedentes como La Barraca y el Teatro Español Universitario, y en colectivos como el Teatro Experimental Independiente, el Grupo Tábano o Els comediants, entre otras muchas agrupaciones.
Del método de Buenaventura, partiendo del formalismo ruso, sobresale la actitud constructiva grupal perfeccionando improvisaciones escénicas y partiendo de un tema elegido con anterioridad. Las figuras del autor y el director quedan sometidas a la creatividad improvisada y reconstruida; un proceso en el que a través de la creación colectiva (noción sociológica) se llega a la "noción estética e ideológica del colectivo de creación".
A partir de estas y otras propuestas internacionales ya clásicas, como la mencionada del Living Theater, la creación colectiva ha impregnado montajes paralelos en el teatro de calle o en experimentos mixtos de dramaturgia, participación y puesta en escena.